# Eduardo António Prieto Valadim
Eduardo António Prieto Valadim (* 13. Juli 1856 in Lissabon; † Januar 1890 in Niassa, Mosambik), besser bekannt unter seinem militärischen Rang als Tenente Valadim, war ein portugiesischer Militär. Er war einer der Helden der Feldzüge, die die portugiesische Armee Ende des 19. Jahrhunderts in Afrika führte.

## Werdegang
Eduardo Valadim trat 1880 unter der Nummer 132 in das Colégio Militar ein. 1884 kam er mit dem Schiff nach Mosambik, wo er im Rang eines Offiziers an mehreren militärischen Aktionen gegen aufständische Stammeshäuptlinge teilnahm. Im Januar wurde er in der Provinz Niassa durch Häuptling Mataca beim Versuch, in einem Dorf die portugiesische Flagge zu hissen, enthauptet. Sein Tod löste eine breite Welle der Bestürzung aus. Im Zuge der einsetzenden Heldenverklärung wurden in zahlreichen portugiesischen Städten Straßen nach ihm benannt.

## Quelle
- Arquivo da Toponímia, Câmara Municipal de Porto

| Personendaten    | Personendaten                   |
| ---------------- | ------------------------------- |
| NAME             | Valadim, Eduardo António Prieto |
| ALTERNATIVNAMEN  | Valadim, Tenente                |
| KURZBESCHREIBUNG | portugiesischer Militär         |
| GEBURTSDATUM     | 13. Juli 1856                   |
| GEBURTSORT       | Lissabon                        |
| STERBEDATUM      | Januar 1890                     |
| STERBEORT        | Niassa, Mosambik                |